# Fredrik Gyllenborg (1767–1829)
Fredrik Gyllenborg, född 10 december 1767 i Stockholm, död 18 augusti 1829 i Klara församling, Stockholm, var en svensk greve och statsman. Han var sonson till Fredrik Gyllenborg (1698-1759) och son till Gustaf Adolf Gyllenborg.

## Biografi
Fredrik Gyllenborg föddes 1767 i Stockholm. Han var son till assessor Gustaf Adolf Gyllenborg i Kommerskollegium och Petronella Hultman. Gyllenborg blev vid fem års ålder, 11 juni 1762 inskriven i armén som korpral vid Adelsfanan, och hade vid 13 års ålder, 8 februari 1780 redan hunnit bli utnämnd till fänrik vid Upplands regemente. Han begav sig 1782 till Uppsala universitet för att fortsätta sina studier och avlade 13 juni 1785 juristexamen, varefter han lämnade militärbanan och ingick på den civila banan som extra ordinarie kanslist i justitierevisionen 17 oktober 1785. Gyllenborg blev 3 november 1785 auskultant i Svea hovrätt, 26 oktober 1787 extraordinarie notarie i Svea hovrätt och 2 februari 1790 kopist i justitieexpeditionen.
Han befordrades 11 maj 1792 till assessor i Svea hovrätt och blev samma år sekreterare i Lagkommisionen. Gyllenborg utnämndes han två år senare, 18 september 1794 till revisionssekreterare och generalauditör, utsågs 1796 till tjänsteförrättande justitiekansler. han tilldelades 28 maj 1801 riddare av Nordstjärneorden och var 12 oktober 1805 generalauditör vid armén i Pommern.
Efter statsvälvningen 1809 befordrades Gyllenborg 12 juni 1809 till justitieråd, och kallades följande år att ersätta greve Wachtmeister som justitiestatsminister, en post han innehade till sin död. Han blev juris doktor i Uppsala 1818, hedersledamot av Krigsvetenskaps- och Lantbruksakademierna och serafimerriddare.
Gyllenborg avled 1829 i Klara församling, Stockholm och begravdes 29 augusti samma år i Klara kyrka.